# Портреты Александра III
Портреты Александра III (Двенадцать монограмм) — это ювелирное яйцо, одно из пятидесяти двух императорских пасхальных яиц, изготовленных фирмой Карла Фаберже для русской императорской семьи. Оно было создано в 1896 году по заказу императора Николая II и стало первым императорским яйцом, подаренным им своей матери, вдовствующей императрице Марии Фёдоровне, на Пасху в память о своём отце, Александре III. В настоящий момент находится в собственности музея Хиллвуд.

## Дизайн
Ювелирное яйцо считается одним из самых красивых творений фирмы Фаберже. Оно состоит из 6 панелей, покрытых тёмно-синей, гильошированной орнаментами эмалью. Их рассекают рельефные обручи, инкрустированные бриллиантами огранки розой. В местах пересечений обручей установлены более крупные бриллианты, располагающиеся на золотых площадках. На каждой панели находятся монограммы МФ (Мария Фёдоровна) и АIII (Александр III), выложенные алмазами, над которыми располагается императорская корона из бриллиантов. В верхней половине располагаются монограммы МФ, в нижней — АIII. Также с обеих его сторон находятся большие бриллианты, располагающиеся на круглых золотых площадках. Яйцо открывается и внутри имеет отделку бархатом.
Яйцо «Портреты Александра III» («Двенадцать монограмм») стало первым из трёх императорских яиц, изготовленных в память об Александре III. Последующими стали яйца «Памятное Александра III» (1909) и «Конный памятник Александру III» (1910).

## Сюрприз
Миниатюрные портреты Императора Александра III на подставке из золота, которые были утрачены во время экспроприации.

## История
В 1896 году яйцо было подарено императором Николаем II своей матери, Марии Фёдоровне. В 1917 году в июле яйцо упоминалось в списке драгоценностей Марии Федоровны в Гатчинском дворце. После Октябрьской революции местонахождение яйца было неизвестно, пока не оказалось в собственности мисс Берчиэлли в Италии. В 1949 году приобретено Марджори Пост, наследницей General Foods. В 1973 году после её смерти, по завещанию, вся её коллекция была передана в дар музею Хиллвуд.

### Поиск яйца «Портреты Александра III»
Многие годы яйцо «Портреты Александра III» считалось утраченным, единственным документальным свидетельством был счёт Фаберже 1896 года. Однако недавно исследователи выяснили, что оно и яйцо «Двенадцать монограмм» являются одним и тем же ювелирным изделием. Одним из главных подтверждений данной версии стало письмо вдовствующей императрицы Марии Фёдоровны императору Николаю II 22 марта 1896 года:
Не найти слов, мой дорогой сын, как я была тронута и взволнована, получив прелестное яйцо с милыми портретами твоего обожаемого ПАПА! Как же хороши на яйце монограммы!..
Ещё одним подтверждением данной версии считается то, что данное яйцо было посвящено 30 годовщине со дня свадьбы Александра III и Марии Фёдоровны в 1866 году.
Сюрпризом данного яйца должны быть 6 портретов Александра III, как указано в счёте за яйцо 1896 года. Была ли это рамка с 6 портретами Александра III, которую великая княгиня Ксения Александровна (дочь Марии Фёдоровны) позволила показать на выставке в Лондоне в 1935 году, так и остаётся неизвестным.